# Klopstockweg 42 (Quedlinburg)

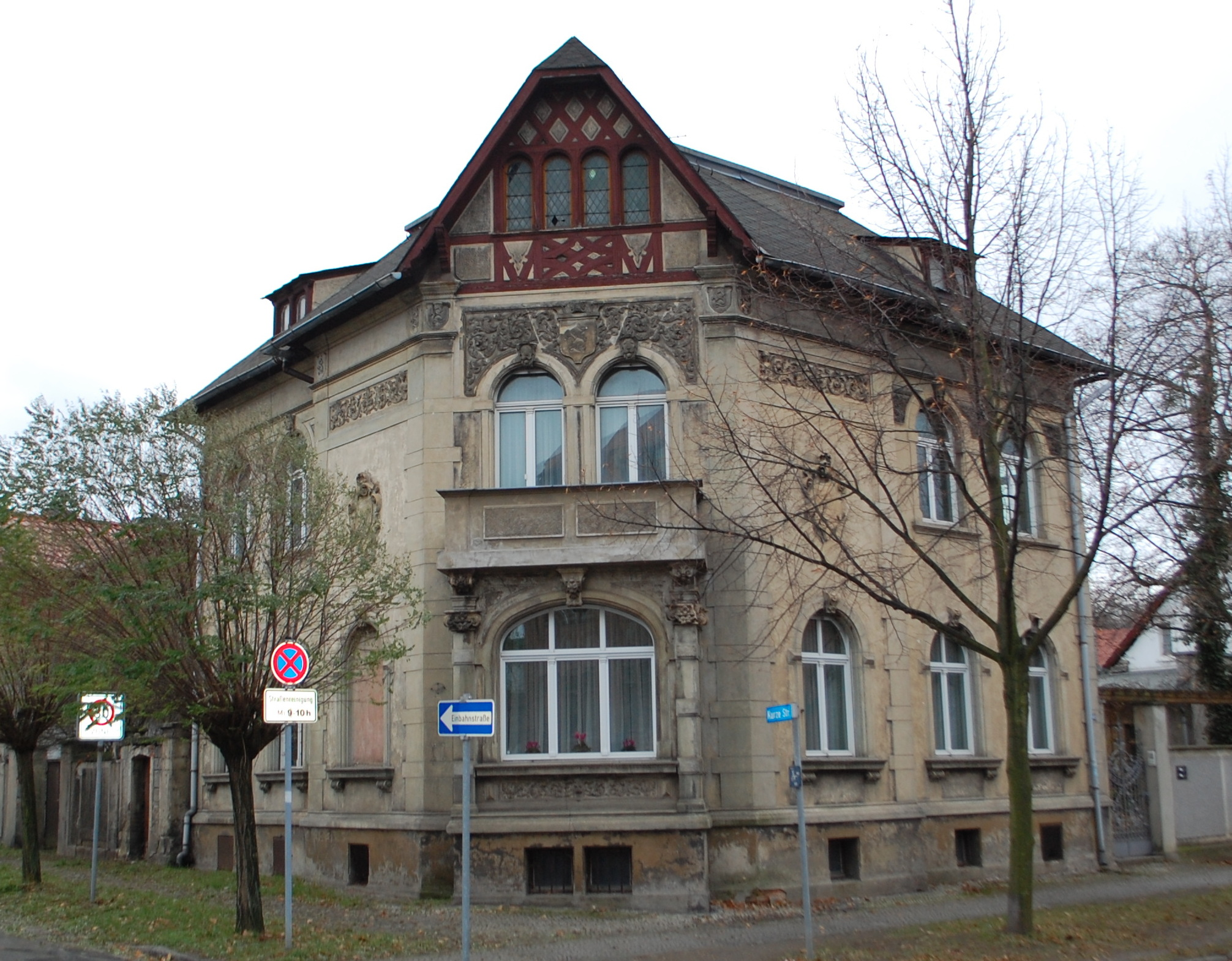
Haus Klopstockweg 42, November 2012

Das Haus Klopstockweg 42 ist eine denkmalgeschützte Villa in der Stadt Quedlinburg in Sachsen-Anhalt.

## Lage
Sie befindet sich im Stadtteil Süderstadt südlich der historischen Quedlinburger Altstadt an der Einmündung der Kurzen Straße in den Klopstockweg und ist im Quedlinburger Denkmalverzeichnis eingetragen. 

## Architektur und Geschichte

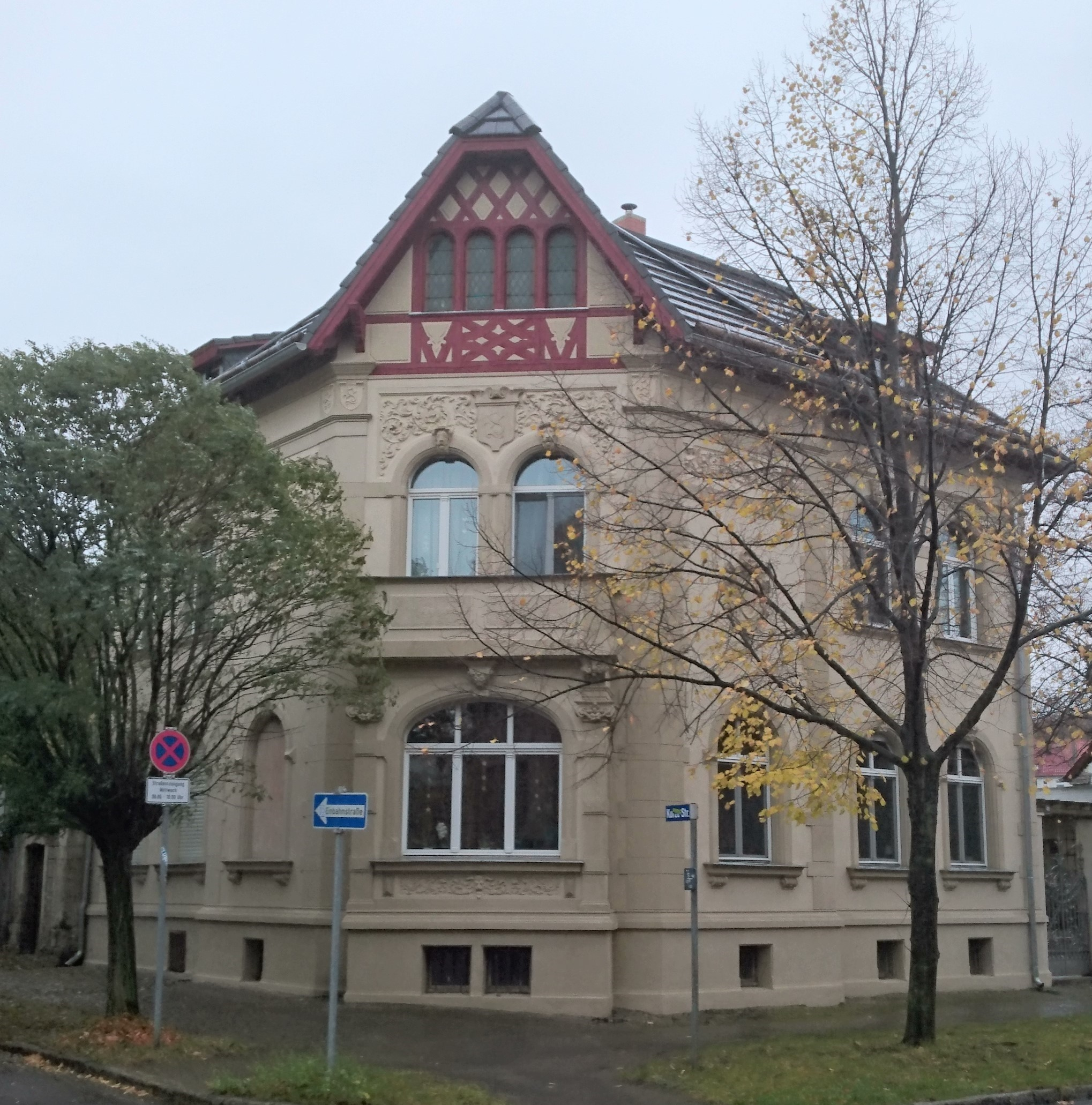
November 2017

Die Villa wurde im Jahr 1894 unter Verwendung historistischer Gestaltungselemente erbaut. So findet sich auf der Westseite des Hauses, oberhalb des Hauseingangs, ein Anbau in turmartiger Ausführung, der von einer geschweiften Haube bekrönt wird. Zur Straßenecke hin verfügt das ansonsten verputzte Gebäude einen Ziergiebel aus Fachwerk. An der Fassade befinden sich auch Friese mit floralen Ornamenten. Die Fenster sind als Rundbögen gestaltet. Im Jahr 1900 wurde die Villa umgebaut.